# 瓦朗斯城站
瓦朗斯城站，即瓦朗斯站，是法国的一个铁路车站，位于法国东南部城市，德龙省省会瓦朗斯。

## 位置
瓦朗斯城站位于瓦朗斯市区内，老城区的东南部。车站位于巴黎—里昂—马赛铁路正线上，呈南北走向，开口朝西。车站西侧为小型站前广场，南侧为配套的长途汽车站，并设有人行地下通道可与车站东侧连接。瓦朗斯城站与相邻的瓦朗斯TGV站共同组建了法国东南部地区的一个重要铁路枢纽。

## 车站历史
瓦朗斯城站修建于1854年4月，最初仅为一个简陋的乘降所。而瓦朗斯城站的主站房修建于1866年，由法国建筑师路易-朱尔·布绍设计。1982年，瓦朗斯城站的主站房被列入法国重点文物保护名单。

## 站名
瓦朗斯城站当中的“城”（Ville）这一后缀主要是为了和瓦朗斯TGV站区分。

## 列车时刻表
以下列车线路在瓦朗斯城站停靠：
| 瓦朗斯城站列车线路表                   |      |                    |          |              |
| 线路                                   | 车种 | 上一站             | 下一站   | 大致运行频率 |
| 巴黎—阿维尼翁/米拉马斯                 | TGV  | 巴黎里昂/里昂机场  | 蒙特利马 | 每天2趟左右  |
| 里昂/瓦朗斯—阿维尼翁/马赛              | TER  | 坦/（起点）        | 蒙特利马 | 每天7趟左右  |
| 里昂帕丢/佩拉什—瓦朗斯—阿维尼翁        | TER  | 坦/（起点）        | 利夫龙   | 每天7趟左右  |
| 马孔/索恩河畔自由城/里昂佩拉什—瓦朗斯  | TER  | 坦                 | （终点） | 每天10趟左右 |
| 日内瓦—瓦朗斯                          | TER  | 瓦朗斯TGV          | （终点） | [ 註 2 ]     |
| 阿讷西/尚贝里—瓦朗斯                   | TER  | 瓦朗斯TGV          | （终点） | 每天9趟左右  |
| 格勒诺布尔—瓦朗斯                      | TER  | 瓦朗斯TGV          | （终点） | 每天8趟左右  |
| 罗芒佩阿日堡/瓦朗斯—韦讷/加普/布里昂松 | TER  | 瓦朗斯TGV/（起点） | 利夫龙   | 每天7趟左右  |
| 1. 2.                                  |      |                    |          |              |

## 配套交通

### 长途汽车
瓦朗斯城站对应的大巴车上下车地点为瓦朗斯汽车站（Gare routière），位于车站南侧，出站后左转步行大约100米即可看见。
| 停靠瓦朗斯汽车站的大巴车 |                                       |                                                                            |
| 上下车地点               | 运营单位                              | 主要目的地                                                                 |
| 瓦朗斯汽车站             | Eurolines                             | 巴黎、尼姆、蒙彼利埃、图卢兹、塔布、巴约讷（可通过联程中转前往欧洲各地）   |
| 瓦朗斯汽车站             | Flixbus                               | 巴黎、帕赖勒莫尼亚勒、尼斯、马赛、克莱蒙费朗、圣艾蒂安、艾克斯、戛纳、马孔 |
| 瓦朗斯汽车站             | Isilines                              | 巴黎、阿讷西、尚贝里、阿维尼翁、普罗旺斯地区艾克斯、土伦                   |
| 瓦朗斯汽车站             | 罗讷-阿尔卑斯城际客运 Car Rhône-Alpes | 普里瓦、欧布纳、阿诺奈、罗讷河畔拉武尔特、瓦朗斯TGV站                      |
| 瓦朗斯汽车站             | 德龙省城际客运                        | 迪镇、迪瓦地区吕克、鲁瓦扬地区圣厄拉利、蓬唐鲁瓦扬、埃尔巴斯河畔圣多纳     |
| 瓦朗斯汽车站             | SNCF                                  | （当某条铁路线施工或罢工时，SNCF可能会提供途径该线路沿途站点的大巴车）     |
| 瓦朗斯南                 | Ouibus                                | 巴黎、里昂、阿维尼翁、马赛、戛纳、尼斯                                     |
| 1. 2. 3. 4. 5.           |                                       |                                                                            |

### 市内交通
| 瓦朗斯城站附近的市内公交线路 |                      |                |
| 公交车站名称                 | 位置                 | 停靠线路       |
| Gare de Valence              | 瓦朗斯城站正门的北侧 | 1路、9路、10路 |
| 1.                           |                      |                |

## 临近车站
| 瓦朗斯城站（Gare de Valence-Ville） |                    |          |
| 上行车站                            | 线路               | 下行车站 |
| 坦莱尔米塔日-图尔农站               | 巴黎－马赛铁路     | 利夫龙站 |
| 瓦朗斯TGV站                         | 瓦朗斯－穆瓦朗铁路 | （终点） |
| - 本表仅显示运营中的线路及车站 1.   |                    |          |